# 亞歷山大峰
亞歷山大峰（英語：Alexander Peak）是南極洲的山峰，位於瑪麗伯德地，處於福特山脈的海恩斯山脈北端，由美國探險隊發現，現時由南極條約體系管理。